# Eion in Thrakien
Eion in Thrakien (nach Thukydides: Ἠιὼν ἡ ἐπὶ Θρᾴκης = Eion, die (Polis) in Thrakien, die Einwohner:  Ἠϊονίτης, Plural  Ἠϊονίται = die Eioniter) war eine Kolonie der antiken griechischen Stadt Mende. Die genaue Lage der Stadt ist unbekannt. Sie lag aber sehr wahrscheinlich auf Chalkidiki.
Sie wurde im Sommer 425 v. Chr. von Simonides, einem Feldherrn der Athener, durch Verrat erobert. Die Chalkidier und die Bottiaier eroberten kurz darauf die Stadt von den Athenern wieder zurück. Die Athener erlitten hierbei große Verluste.